# Larry Scott (modello)
Larry Scott (Sacramento, 1966) è un modello statunitense.

## Biografia
Nato a Sacramento nel 1966, Larry Scott viene "scoperto" nei primi anni novanta a San Francisco da un talent scout dell'agenzia look models, che gli fa ottenere un contratto, grazie al quale lavora per importanti brand come Armani, Versace, Dolce e Gabbana, Donna Karan New York e Calvin Klein. In anni più recenti Scott ha lavorato, tra gli altri, anche per Zegna, Intimissimi, Façonnable.
Nel 1996 viene scelto come testimonial per la campagna pubblicitaria del profumo di Giorgio Armani Acqua di Giò, le cui fotografie vennero scattate il 12 dicembre 1996 sulla spiaggia di Malibù da Herb Ritts. Tale campagna pubblicitaria rimase invariata per circa dieci anni, facendo guadagnare al modello circa un milione di dollari di royalties. Larry Scott fu considerato uno dei più importanti supermodelli maschili degli anni novanta, alla pari di Marcus Schenkenberg, Mark Vanderloo e Alex Lundqvist, citati da Vogue Hommes International e considerato fra i primi dieci, fra le icone maschili della moda, secondo il sito models.com.

## Agenzie
- Wilhelmina Models - New York
- Future models - (milano)
- Success Models - Parigi
- Select Model Management
- View Management - Barcellona